# Clavellina d'aire
Les clavellines d'aire (Tillandsia) són un gènere de plantes angiospermes de la família de les bromeliàcies (Bromeliaceae). Són plantes epífites natives de les zones tropicals i subtropicals d'Amèrica.
Addicionalment pot rebre els noms de clavell de l'aire i clavellinera.
Les espècies més conegudes a Catalunya són la Tillandsia bergeri de flors amb bràctees rosa pàl·lid i pètals blau clar i la Tillandsia aeranthos de flors amb bractees rosa fúcsia i pètals lila fosc.

## Taxonomia

### Espècies
Dins del gènere Tillandsia es reconeixen les 656 espècies següents:
- Tillandsia abbreviata H.Luther
- Tillandsia abdita L.B.Sm.
- Tillandsia achyrostachys É.Morren ex Baker
- Tillandsia acuminata L.B.Sm.
- Tillandsia adamsii Read
- Tillandsia adpressiflora Mez
- Tillandsia aequatorialis L.B.Sm.
- Tillandsia aeranthos (Loisel.) Desf.
- Tillandsia afonsoana Strehl
- Tillandsia aguascalientensis C.S.Gardner
- Tillandsia aizoides Mez
- Tillandsia albertiana Verv.
- Tillandsia albida Mez & Purpus
- Tillandsia alfredo-laui Rauh & H.Lehm.
- Tillandsia alto-mayoensis Gouda
- Tillandsia alvareziae Rauh
- Tillandsia andicola Gillies ex Baker
- Tillandsia andreana É.Morren ex André
- Tillandsia andrieuxii (Mez) L.B.Sm.
- Tillandsia angulosa Mez
- Tillandsia antillana L.B.Sm.
- Tillandsia appenii (Rauh) J.R.Grant
- Tillandsia araujei Mez
- Tillandsia archeri L.B.Sm.
- Tillandsia arenicola L.B.Sm.
- Tillandsia arequitae (André) André ex Mez
- Tillandsia argentea Griseb.
- Tillandsia argentina C.H.Wright
- Tillandsia arhiza Mez
- Tillandsia ariza-juliae L.B.Sm. & Jiménez
- Tillandsia arroyoensis (W.Weber & Ehlers) Espejo & López-Ferr.
- Tillandsia atenangoensis Ehlers & Wülfingh.
- Tillandsia atroviolacea Ehlers & Koide
- Tillandsia atroviridipetala Matuda
- Tillandsia aurea Mez
- Tillandsia australis Mez
- Tillandsia bagua-grandensis Rauh
- Tillandsia baileyi Rose ex Small
- Tillandsia bakiorum H.Luther
- Tillandsia balbisiana Schult. & Schult.f.
- Tillandsia baliophylla Harms
- Tillandsia balsasensis Rauh
- Tillandsia bandensis Baker
- Tillandsia barbeyana Wittm.
- Tillandsia barclayana Baker
- Tillandsia barfussii W.Till
- Tillandsia barrosoae W.Till
- Tillandsia barthlottii Rauh
- Tillandsia bartramii Elliott
- Tillandsia bella Strehl
- Tillandsia belloensis W.Weber
- Tillandsia bergeri Mez
- Tillandsia bermejoensis H.Hrom. ex Rauh
- Tillandsia biflora Ruiz & Pav.
- Tillandsia bismarckii Rauh & H.Lehm.
- Tillandsia bochilensis Ehlers ex Rauh & E.Gross
- Tillandsia boliviana Mez
- Tillandsia bongarana L.B.Sm.
- Tillandsia bonita Versieux & Martinelli
- Tillandsia boqueronensis Ehlers
- Tillandsia borealis López-Ferr. & Espejo
- Tillandsia borinquensis Cedeño-Mald. & Proctor
- Tillandsia borjaensis Manzan. & W.Till
- Tillandsia botterii É.Morren ex Baker
- Tillandsia bourgaei Baker
- Tillandsia brachycaulos Schltdl.
- Tillandsia brachyphylla Baker
- Tillandsia brealitoensis L.Hrom.
- Tillandsia brenneri Rauh
- Tillandsia brevicapsula Gilmartin
- Tillandsia brevilingua Mez
- Tillandsia brevior L.B.Sm.
- Tillandsia breviturneri Betancur & Néstor García
- Tillandsia buchlohii Rauh
- Tillandsia bulbosa Hook.
- Tillandsia buseri Mez
- Tillandsia butzii Mez
- Tillandsia caballosensis Ehlers
- Tillandsia cacticola L.B.Sm.
- Tillandsia caerulea Kunth
- Tillandsia cajamarcensis Rauh
- Tillandsia calcicola L.B.Sm. & Proctor
- Tillandsia califani Rauh
- Tillandsia caliginosa W.Till
- Tillandsia callichroma L.Hrom.
- Tillandsia calochlamys Ehlers & L.Hrom.
- Tillandsia calothyrsus Mez
- Tillandsia caloura Harms
- Tillandsia camargoensis L.Hrom.
- Tillandsia candelifera Rohweder
- Tillandsia candida Leme
- Tillandsia canescens Sw.
- Tillandsia capillaris Ruiz & Pav.
- Tillandsia capistranoensis Ehlers & W.Weber
- Tillandsia capitata Griseb.
- Tillandsia caput-medusae É.Morren
- Tillandsia cardenasii L.B.Sm.
- Tillandsia carlos-hankii Matuda
- Tillandsia carlsoniae L.B.Sm.
- Tillandsia carminea W.Till
- Tillandsia carnosa L.B.Sm.
- Tillandsia carrierei André
- Tillandsia carrilloi Véliz & Feldhoff
- Tillandsia castelensis Leme & W.Till
- Tillandsia castellanii L.B.Sm.
- Tillandsia catimbauensis Leme, W.Till & J.A.Siqueira
- Tillandsia caulescens Brongn. ex Baker
- Tillandsia cauliflora Mez & Wercklé
- Tillandsia cauligera Mez
- Tillandsia cees-goudae Gouda
- Tillandsia celata Ehlers & Lautner
- Tillandsia cernua L.B.Sm.
- Tillandsia cerosa W.Till & Barfuss
- Tillandsia cerrateana L.B.Sm.
- Tillandsia chaetophylla Mez
- Tillandsia chalcatzingensis Gonz.-Rocha, Cerros, López-Ferr. & Espejo
- Tillandsia chapalillaensis Ehlers & Lautner
- Tillandsia chapeuensis Rauh
- Tillandsia chartacea L.B.Sm.
- Tillandsia chasmophyta Büneker, R.Pontes & K.Soares
- Tillandsia chiapensis C.S.Gardner
- Tillandsia chiletensis Rauh
- Tillandsia chlorophylla L.B.Sm.
- Tillandsia chontalensis Baker
- Tillandsia churinensis Rauh
- Tillandsia chusgonensis L.Hrom.
- Tillandsia circinnatioides Matuda
- Tillandsia clavigera Mez
- Tillandsia coalcomanensis Ehlers
- Tillandsia cochabambae E.Gross & Rauh
- Tillandsia coinaensis Ehlers
- Tillandsia colganii Ehlers
- Tillandsia colorata L.Hrom.
- Tillandsia comarapaensis H.Luther
- Tillandsia comitanensis Ehlers
- Tillandsia compacta Griseb.
- Tillandsia complanata Benth.
- Tillandsia compressa Bertero ex Schult. & Schult.f.
- Tillandsia comulcoensis Ehlers
- Tillandsia concolor L.B.Sm.
- Tillandsia confertiflora André
- Tillandsia confinis L.B.Sm.
- Tillandsia copalaensis Ehlers
- Tillandsia copanensis Rauh & Rutschm.
- Tillandsia copynii Gouda
- Tillandsia cossonii Baker
- Tillandsia cotagaitensis L.Hrom.
- Tillandsia crenulipetala Mez
- Tillandsia cretacea L.B.Sm.
- Tillandsia crista-galli Ehlers
- Tillandsia crocata (É.Morren) N.E.Br.
- Tillandsia cryptopoda L.B.Sm.
- Tillandsia cuatrecasasii L.B.Sm.
- Tillandsia cucaensis Wittm.
- Tillandsia cucullata L.B.Sm.
- Tillandsia curvifolia (Ehlers & Rauh) Ehlers
- Tillandsia dasyliriifolia Baker
- Tillandsia deflexa L.B.Sm.
- Tillandsia delicata Ehlers
- Tillandsia demissa L.B.Sm.
- Tillandsia denudata André
- Tillandsia deppeana Steud.
- Tillandsia dexteri H.Luther
- Tillandsia diaguitensis A.Cast.
- Tillandsia dichromantha Hern.-Cárdenas, López-Ferr. & Espejo
- Tillandsia dichrophylla L.B.Sm.
- Tillandsia didisticha (É.Morren) Baker
- Tillandsia didistichoides Mez
- Tillandsia diguetii Mez & Rol.-Goss.
- Tillandsia disticha Kunth
- Tillandsia dorisdaltoniae Ibisch, R.Vásquez, I.G.Vargas & W.Till
- Tillandsia dorotheae Rauh
- Tillandsia dorotheehaseae Hase
- Tillandsia dugesii Baker
- Tillandsia duidae L.B.Sm.
- Tillandsia dura Baker
- Tillandsia durangensis Rauh & Ehlers
- Tillandsia duratii Vis.
- Tillandsia ecarinata L.B.Sm.
- Tillandsia edithae Rauh
- Tillandsia eistetteri Ehlers
- Tillandsia eizii L.B.Sm.
- Tillandsia elizabethae Rauh
- Tillandsia elongata Kunth
- Tillandsia eltoniana E.Pereira
- Tillandsia elusiva Pinzón, I.Ramírez & Carnevali
- Tillandsia elvirae-grossiae Rauh
- Tillandsia emergens Mez & Sodiro
- Tillandsia engleriana Wittm.
- Tillandsia erecta Gillies ex Baker
- Tillandsia erici Ehlers
- Tillandsia ermitae L.Hrom.
- Tillandsia ertonii E.H.Souza & Leme
- Tillandsia erubescens Schltdl.
- Tillandsia escahuascensis Espejo, López-Ferr., Ceja & A.Mend.
- Tillandsia espinosae L.B.Sm.
- Tillandsia esseriana Rauh & L.B.Sm.
- Tillandsia excavata L.B.Sm.
- Tillandsia excelsa Griseb.
- Tillandsia exserta Fernald
- Tillandsia extensa Mez
- Tillandsia fasciculata Sw.
- Tillandsia fascifolia Flores-Cruz & Diego-Esc.
- Tillandsia fassettii L.B.Sm.
- Tillandsia fendleri Griseb.
- Tillandsia ferreyrae L.B.Sm.
- Tillandsia ferrisiana L.B.Sm.
- Tillandsia festucoides Brongn. ex Mez
- Tillandsia filifolia Schltdl. & Cham.
- Tillandsia flabellata Baker
- Tillandsia flagellata L.B.Sm.
- Tillandsia flavobracteata Matuda
- Tillandsia flavoviolacea Gouda
- Tillandsia flexuosa Sw.
- Tillandsia floresensis Ehlers
- Tillandsia floribunda Kunth
- Tillandsia foliosa M.Martens & Galeotti
- Tillandsia fragrans André
- Tillandsia francisci W.Till & J.R.Grant
- Tillandsia frank-hasei J.R.Grant
- Tillandsia fresnilloensis W.Weber & Ehlers
- Tillandsia friesii Mez
- Tillandsia fuchsii W.Till
- Tillandsia funebris A.Cast.
- Tillandsia fusiformis L.B.Sm.
- Tillandsia gardneri Lindl.
- Tillandsia geissei Phil.
- Tillandsia geminiflora Brongn.
- Tillandsia genseri Rauh
- Tillandsia gerd-muelleri W.Weber
- Tillandsia gerdae Ehlers
- Tillandsia gilliesii Baker
- Tillandsia glabrior (L.B.Sm.) López-Ferr., Espejo & I.Ramírez
- Tillandsia glauca L.B.Sm.
- Tillandsia globosa Wawra
- Tillandsia gloriae F.Gruber, W.Till & Barfuss
- Tillandsia glossophylla L.B.Sm.
- Tillandsia gracillima L.B.Sm.
- Tillandsia graebeneri Mez
- Tillandsia grandispica Ehlers
- Tillandsia grao-mogolensis Silveira
- Tillandsia grazielae Sucre & R.Braga
- Tillandsia grossispicata Espejo, López-Ferr. & W.Till
- Tillandsia grovesiae Manzan. & W.Till
- Tillandsia gruberi (Ehlers) J.R.Grant
- Tillandsia guatemalensis L.B.Sm.
- Tillandsia guelzii Rauh
- Tillandsia guenther-nolleri Ehlers
- Tillandsia guerreroensis Rauh
- Tillandsia gutteana W.Weber
- Tillandsia gymnobotrya Baker
- Tillandsia hammeri Rauh & Ehlers
- Tillandsia hansonii Manzan. & Gouda
- Tillandsia harrisii Ehlers
- Tillandsia hasei Ehlers & L.Hrom.
- Tillandsia hegeri Ehlers
- Tillandsia heliconioides Kunth
- Tillandsia helmutii L.Hrom.
- Tillandsia hemkeri Rauh
- Tillandsia heterandra André
- Tillandsia heteromorpha Mez
- Tillandsia heterophylla É.Morren
- Tillandsia heubergeri Ehlers
- Tillandsia hildae Rauh
- Tillandsia hintoniana L.B.Sm.
- Tillandsia hirta W.Till & L.Hrom.
- Tillandsia hirtzii Rauh
- Tillandsia hoeijeri H.Luther
- Tillandsia hofackeri Ehlers
- Tillandsia hondurensis Rauh
- Tillandsia horstii Rauh
- Tillandsia hotteana Urb.
- Tillandsia huajuapanensis Ehlers & Lautner
- Tillandsia huamelulaensis Ehlers
- Tillandsia huarazensis Ehlers & W.Till
- Tillandsia hubertiana Matuda
- Tillandsia humilis C.Presl
- Tillandsia iassuensis L.Hrom. & H.Hrom.
- Tillandsia ignesiae Mez
- Tillandsia ilseana W.Till, Halbritter & Zecher
- Tillandsia imperialis É.Morren ex Roezl
- Tillandsia imporaensis Ehlers
- Tillandsia incarnata Kunth
- Tillandsia indigofera Mez & Sodiro
- Tillandsia inopinata Espejo, López-Ferr. & W.Till
- Tillandsia intermedia Mez
- Tillandsia interrupta Mez
- Tillandsia intumescens L.B.Sm.
- Tillandsia ionantha Planch.
- Tillandsia ionochroma André ex Mez
- Tillandsia itatiensis E.H.Souza & Leodeg.
- Tillandsia itaubensis Strehl
- Tillandsia ixioides Griseb.
- Tillandsia izabalensis Pinzón, I.Ramírez & Carnevali
- Tillandsia jaguactalensis I.Ramírez & Carnevali & F.Chi
- Tillandsia jaliscopinicola L.Hrom. & P.Schneid.
- Tillandsia jequiensis L.Hrom. & H.Hrom.
- Tillandsia joel-mandimboensis Flores-Cruz, C.Granados & Vázq.-Hurt.
- Tillandsia jonesii Strehl
- Tillandsia jucunda A.Cast.
- Tillandsia juerg-rutschmannii Rauh
- Tillandsia juncea (Ruiz & Pav.) Poir.
- Tillandsia kalmbacheri Matuda
- Tillandsia kammii Rauh
- Tillandsia karineae Manzan., Gouda & Raack
- Tillandsia karwinskyana Schult. & Schult.f.
- Tillandsia kauffmannii Ehlers ex Rauh & E.Gross
- Tillandsia kautskyi E.Pereira
- Tillandsia kegeliana Mez
- Tillandsia kentii (H.Luther & K.F.Norton) Manzan. & W.Till
- Tillandsia kessleri H.Luther
- Tillandsia kickiae Raack, Manzan. & Gouda
- Tillandsia kirchhoffiana Wittm.
- Tillandsia kirschnekii Rauh
- Tillandsia klausii Ehlers
- Tillandsia koehresiana Ehlers
- Tillandsia koideae Rauh & E.Gross
- Tillandsia kolbii W.Till & Schatzl
- Tillandsia krahnii Rauh
- Tillandsia kretzii Ehlers & Lautner
- Tillandsia krukoffiana L.B.Sm.
- Tillandsia kuntzeana Mez
- Tillandsia kuzmae Ehlers
- Tillandsia lagunaensis Ehlers
- Tillandsia lajensis André
- Tillandsia lampropoda L.B.Sm.
- Tillandsia landbeckii Phil.
- Tillandsia langlasseana Mez
- Tillandsia latifolia Meyen
- Tillandsia laui Matuda
- Tillandsia lautneri Ehlers
- Tillandsia lechneri W.Till & Barfuss
- Tillandsia leiboldiana Schltdl.
- Tillandsia leonamiana E.Pereira
- Tillandsia lepidosepala L.B.Sm.
- Tillandsia leucolepis L.B.Sm.
- Tillandsia leucopetala Büneker, R.Pontes & Witeck
- Tillandsia limae L.B.Sm.
- Tillandsia limarum E.Pereira
- Tillandsia limbata Schltdl.
- Tillandsia linearis Vell.
- Tillandsia lithophila L.Hrom.
- Tillandsia loliacea Mart. ex Schult. & Schult.f.
- Tillandsia loma-blancae Ehlers & Lautner
- Tillandsia longifolia Baker
- Tillandsia longiscapa Leme & W.Till
- Tillandsia lopezii L.B.Sm.
- Tillandsia lorentziana Griseb.
- Tillandsia lotteae H.Hrom. ex Rauh
- Tillandsia loxensis N.Jaram., Manzan. & A.M.Gut.
- Tillandsia loxichaensis Ehlers
- Tillandsia lucida É.Morren ex Baker
- Tillandsia lutheri (Manzan. & W.Till) J.R.Grant
- Tillandsia lymanii Rauh
- Tillandsia macbrideana L.B.Sm.
- Tillandsia macdougallii L.B.Sm.
- Tillandsia machupicchuensis Gouda & J.Ochoa
- Tillandsia macrochlamys Baker
- Tillandsia macrodactylon Mez
- Tillandsia maculata Ruiz & Pav.
- Tillandsia macvaughii Espejo & López-Ferr.
- Tillandsia magnispica Espejo & López-Ferr.
- Tillandsia magnusiana Wittm.
- Tillandsia makoyana Baker
- Tillandsia makrinii L.Hrom.
- Tillandsia mallemontii Glaz. ex Mez
- Tillandsia malyi L.Hrom.
- Tillandsia malzinei (É.Morren) Baker
- Tillandsia mantiqueirae Paixão-Souza, N.G.Silva & R.J.V.Alves
- Tillandsia manzanilloensis Gouda
- Tillandsia marabascoensis Ehlers & Lautner
- Tillandsia marcalaensis Rauh & E.Gross
- Tillandsia marconae W.Till & Vitek
- Tillandsia maritima Matuda
- Tillandsia markusii L.Hrom.
- Tillandsia marnieri-lapostollei Rauh
- Tillandsia mateoensis Ehlers
- Tillandsia matudae L.B.Sm.
- Tillandsia mauryana L.B.Sm.
- Tillandsia may-patii I.Ramírez & Carnevali
- Tillandsia maya I.Ramírez & Carnevali
- Tillandsia mazatlanensis Rauh
- Tillandsia mereliana Schinini
- Tillandsia micans L.B.Sm.
- Tillandsia milagrensis Leme
- Tillandsia mima L.B.Sm.
- Tillandsia minasgeraisensis Ehlers & W.Till
- Tillandsia minutiflora Donadio
- Tillandsia mirabilis L.Hrom.
- Tillandsia mitlaensis W.Weber & Ehlers
- Tillandsia mixtecorum Ehlers & Koide
- Tillandsia mollis H.Hrom. & W.Till
- Tillandsia montana Reitz
- Tillandsia mooreana L.B.Sm.
- Tillandsia moronesensis Ehlers
- Tillandsia moscosoi L.B.Sm. & Jiménez
- Tillandsia muhriae W.Weber
- Tillandsia multicaulis Steud.
- Tillandsia myosura Griseb. ex Baker
- Tillandsia nana Baker
- Tillandsia nathanii E.H.Souza & Leme
- Tillandsia nayelyana R.García Mart. & Beutelsp.
- Tillandsia neglecta E.Pereira
- Tillandsia nervata L.B.Sm.
- Tillandsia nervisepala (Gilmartin) L.B.Sm.
- Tillandsia nicolasensis Ehlers
- Tillandsia nizandaensis Ehlers
- Tillandsia nolleriana Ehlers ex Rauh
- Tillandsia novakii H.Luther
- Tillandsia nuptialis Braga & Sucre
- Tillandsia nuyooensis Ehlers
- Tillandsia oaxacana L.B.Sm.
- Tillandsia oblivata L.Hrom.
- Tillandsia occulta H.Luther
- Tillandsia oerstediana L.B.Sm.
- Tillandsia oliveirae E.H.Souza & Leme
- Tillandsia orbicularis L.B.Sm.
- Tillandsia organensis Ehlers
- Tillandsia orogenes Standl. & L.O.Williams
- Tillandsia oropezana L.Hrom.
- Tillandsia oroyensis Mez
- Tillandsia ortgiesiana É.Morren ex Mez
- Tillandsia ovatispicata Gouda
- Tillandsia oxapampae Rauh & von Bismarck
- Tillandsia pachyaxon L.B.Sm.
- Tillandsia pacifica Ehlers
- Tillandsia paleacea C.Presl
- Tillandsia pallescens Betancur & Néstor García
- Tillandsia pamelae Rauh
- Tillandsia pampasensis Rauh
- Tillandsia paniculata (L.) L.
- Tillandsia paraensis Mez
- Tillandsia paraibensis R.A.Pontes
- Tillandsia paraisoensis Ehlers
- Tillandsia pardoi Gouda
- Tillandsia parryi Baker
- Tillandsia parvispica Baker
- Tillandsia pastensis André
- Tillandsia paucifolia Baker
- Tillandsia pedicellata (Mez) A.Cast.
- Tillandsia peiranoi A.Cast.
- Tillandsia penascoensis Ehlers & Lautner
- Tillandsia pentasticha Rauh & Wülfingh.
- Tillandsia pfeufferi Rauh
- Tillandsia pfisteri Rauh
- Tillandsia piauiensis Ehlers & J.Claus
- Tillandsia piepenbringii (Rauh) J.R.Grant
- Tillandsia pinicola I.Ramírez & Carnevali
- Tillandsia pinnatodigitata Mez
- Tillandsia piurensis L.B.Sm.
- Tillandsia plagiotropica Rohweder
- Tillandsia platyphylla Mez
- Tillandsia plumosa Baker
- Tillandsia pohliana Mez
- Tillandsia polita L.B.Sm.
- Tillandsia polyantha Mez & Sodiro
- Tillandsia polystachia (L.) L.
- Tillandsia polzii Ehlers
- Tillandsia pomacochae Rauh
- Tillandsia ponderosa L.B.Sm.
- Tillandsia porongoensis L.Hrom. & P.Schneid.
- Tillandsia portillae E.Gross & Wülfingh.
- Tillandsia porvenirensis Ehlers
- Tillandsia praschekii Ehlers & Willinger
- Tillandsia pringlei S.Watson
- Tillandsia prodigiosa (Lem.) Baker
- Tillandsia prolata (H.Luther) Gouda & Barfuss
- Tillandsia propagulifera Rauh
- Tillandsia pruinosa Sw.
- Tillandsia pseudobaileyi C.S.Gardner
- Tillandsia pseudocardenasii W.Weber
- Tillandsia pseudofloribunda Gouda
- Tillandsia pseudomacbrideana Rauh
- Tillandsia pseudomicans Rauh
- Tillandsia pseudomontana W.Weber & Ehlers
- Tillandsia pseudooaxacana Ehlers
- Tillandsia pseudosetacea Ehlers & Rauh
- Tillandsia pucaraensis Ehlers
- Tillandsia pueblensis L.B.Sm.
- Tillandsia punctulata Schltdl. & Cham.
- Tillandsia purpurascens Rauh
- Tillandsia purpurea Ruiz & Pav.
- Tillandsia pyramidata André
- Tillandsia quaquaflorifera Matuda
- Tillandsia queretaroensis Ehlers
- Tillandsia queroensis Gilmartin
- Tillandsia raackii H.Luther
- Tillandsia racinae L.B.Sm.
- Tillandsia ramellae W.Till & S.Till
- Tillandsia rangelensis Hechav.
- Tillandsia rariflora André
- Tillandsia rauhii L.B.Sm.
- Tillandsia rauschii Rauh & H.Lehm.
- Tillandsia reclinata E.Pereira & Martinelli
- Tillandsia rectangula Baker
- Tillandsia recurvata (L.) L.
- Tillandsia recurvifolia Hook.
- Tillandsia recurvispica L.Hrom. & P.Schneid.
- Tillandsia reducta L.B.Sm.
- Tillandsia reichenbachii Baker
- Tillandsia religiosa Hern.-Cárdenas, Gonz.-Rocha, Espejo, López-Ferr., Cerros & E
- Tillandsia remota Wittm.
- Tillandsia renateae Gouda, Manzan. & Raack
- Tillandsia renateehlersiae Leme & Gouda
- Tillandsia restrepoana André
- Tillandsia retorta Griseb. ex Baker
- Tillandsia rettigiana Mez
- Tillandsia reuteri Rauh
- Tillandsia reversa L.B.Sm.
- Tillandsia rhodocephala Ehlers & Koide
- Tillandsia rhodosticta L.B.Sm.
- Tillandsia rhomboidea André
- Tillandsia riohondoensis Ehlers
- Tillandsia riverae Manzan. & W.Till
- Tillandsia rodrigueziana Mez
- Tillandsia roezlii Linden ex Ortgies
- Tillandsia rohdenardinii Strehl
- Tillandsia roland-gosselinii Mez
- Tillandsia romeroi L.B.Sm.
- Tillandsia rosacea L.Hrom. & W.Till
- Tillandsia rosarioae L.Hrom.
- Tillandsia roseiflora Ehlers & W.Weber
- Tillandsia roseoscapa Matuda
- Tillandsia roseospicata Matuda
- Tillandsia rothii Rauh
- Tillandsia rotundata (L.B.Sm.) C.S.Gardner
- Tillandsia rubella Baker
- Tillandsia rubia Ehlers & L.Colgan
- Tillandsia rubrispica Ehlers & Koide
- Tillandsia rubroviolacea Rauh
- Tillandsia rudolfii E.Gross
- Tillandsia rusbyi Baker
- Tillandsia sagasteguii L.B.Sm.
- Tillandsia salmonea Ehlers
- Tillandsia samaipatensis W.Till
- Tillandsia sangii Ehlers
- Tillandsia santiagoensis H.Hrom. & L.Hrom.
- Tillandsia santieusebii Morillo & Oliva-Esteve
- Tillandsia santosiae Ehlers
- Tillandsia sceptriformis Mez & Sodiro
- Tillandsia schatzlii Rauh
- Tillandsia schiedeana Steud.
- Tillandsia schimperiana Wittm.
- Tillandsia schreiteri Lillo & A.Cast.
- Tillandsia schultzei Harms
- Tillandsia schusteri Rauh
- Tillandsia secunda Kunth
- Tillandsia seideliana E.Pereira
- Tillandsia seleriana Mez
- Tillandsia selleana Harms
- Tillandsia sessemocinoi López-Ferr., Espejo & P.Blanco
- Tillandsia setacea Sw.
- Tillandsia setiformis Ehlers
- Tillandsia sierrahalensis Espejo & López-Ferr.
- Tillandsia sierrajuarezensis Matuda
- Tillandsia sigmoidea L.B.Sm.
- Tillandsia simulata Small
- Tillandsia socialis L.B.Sm.
- Tillandsia sodiroi Mez
- Tillandsia somnians L.B.Sm.
- Tillandsia spathacea Mez & Sodiro
- Tillandsia sphaerocephala Baker
- Tillandsia spiraliflora Rauh
- Tillandsia spiralipetala Gouda
- Tillandsia sprengeliana Klotzsch ex Mez
- Tillandsia standleyi L.B.Sm.
- Tillandsia steiropoda L.B.Sm.
- Tillandsia stellifera L.Hrom.
- Tillandsia stenoura Harms
- Tillandsia stipitata L.B.Sm.
- Tillandsia stoltenii Ehlers & E.Gross
- Tillandsia straminea Kunth
- Tillandsia streptocarpa Baker
- Tillandsia streptophylla Scheidw.
- Tillandsia stricta Sol. ex Ker Gawl.
- Tillandsia strobeliae (Rauh) J.R.Grant
- Tillandsia subconcolor L.B.Sm.
- Tillandsia subinflata L.B.Sm.
- Tillandsia subteres H.Luther
- Tillandsia subulifera Mez
- Tillandsia sucrei E.Pereira
- Tillandsia sueae Ehlers
- Tillandsia suescana L.B.Sm.
- Tillandsia suesilliae W.Till, López-Ferr. & Espejo
- Tillandsia superba Mez & Sodiro
- Tillandsia superinsignis Matuda
- Tillandsia supermexicana Matuda
- Tillandsia tafiensis (L.B.Sm.) Gouda
- Tillandsia takizawae Ehlers & H.Luther
- Tillandsia taxcoensis Ehlers
- Tillandsia tecolometl Granados, Flores-Cruz & Salazar
- Tillandsia tecpanensis Ehlers & Lautner
- Tillandsia tectorum É.Morren
- Tillandsia tehuacana I.Ramírez & Carnevali
- Tillandsia teloloapanensis Ehlers & Lautner
- Tillandsia tenebra L.Hrom. & W.Till
- Tillandsia tenuifolia L.
- Tillandsia teres L.B.Sm.
- Tillandsia thiekenii Ehlers
- Tillandsia thyrsigera É.Morren ex Baker
- Tillandsia tillii Ehlers
- Tillandsia tomekii L.Hrom.
- Tillandsia tonalaensis Ehlers
- Tillandsia toropiensis Rauh
- Tillandsia tortilis Baker
- Tillandsia tovarensis Mez
- Tillandsia tragophoba M.O.Dillon
- Tillandsia trauneri L.Hrom.
- Tillandsia trelawniensis Proctor
- Tillandsia tricholepis Baker
- Tillandsia tricolor Schltdl. & Cham.
- Tillandsia trigalensis Ehlers
- Tillandsia truxillana L.B.Sm.
- Tillandsia turneri Baker
- Tillandsia turquinensis K.Willinger & Michálek
- Tillandsia ulrici Ehlers
- Tillandsia ultima L.B.Sm.
- Tillandsia uruguayensis Rossado
- Tillandsia usneoides (L.) L.
- Tillandsia utriculata L.
- Tillandsia variabilis Schltdl.
- Tillandsia velutina Ehlers
- Tillandsia ventanaensis Ehlers & Koide
- Tillandsia verapazana Ehlers
- Tillandsia vernicosa Baker
- Tillandsia vicentina Standl.
- Tillandsia violacea Baker
- Tillandsia violaceiflora L.Hrom.
- Tillandsia violascens Mez
- Tillandsia virescens Ruiz & Pav.
- Tillandsia vriesioides Matuda
- Tillandsia walter-richteri W.Weber
- Tillandsia walter-tillii J.R.Grant
- Tillandsia walteri Mez
- Tillandsia weberi L.Hrom. & P.Schneid.
- Tillandsia welzii Ehlers
- Tillandsia werdermannii Harms
- Tillandsia werner-rauhiana Koide & Takiz.
- Tillandsia werneriana J.R.Grant
- Tillandsia winkleri Strehl
- Tillandsia witeckii Büneker, R.Pontes & K.Soares
- Tillandsia wuelfinghoffii Ehlers
- Tillandsia wurdackii L.B.Sm.
- Tillandsia xerographica Rohweder
- Tillandsia xiphioides Ker Gawl.
- Tillandsia yerba-santae Ehlers
- Tillandsia yuncharaensis W.Till
- Tillandsia yunckeri L.B.Sm.
- Tillandsia yutaninoensis Ehlers & Lautner
- Tillandsia zacapanensis Véliz & Feldhoff
- Tillandsia zacualpanensis Ehlers & Wülfingh.
- Tillandsia zaragozaensis Ehlers
- Tillandsia zaratensis W.Weber
- Tillandsia zarumensis Gilmartin
- Tillandsia zecheri W.Till
- Tillandsia zoquensis Ehlers

### Híbrids
S'han descrit els següents híbrids naturals:
- Tillandsia × baptistana C.N.Gonç. & Azevêdo-Gonç.
- Tillandsia × bergiana Takiz. & Koide
- Tillandsia × cornissaensis Gouda
- Tillandsia × correalei H.Luther
- Tillandsia × cuchnichim R.Guess & V.Guess
- Tillandsia × donatoi Leme
- Tillandsia × floridana (L.B.Sm.) H.Luther
- Tillandsia × lineatispica Mez
- Tillandsia × lydiae Ehlers
- Tillandsia × marceloi Takiz. & Koide
- Tillandsia × nidus Rauh & H.Lehm.
- Tillandsia × rectifolia C.A.Wiley ex Rauh
- Tillandsia × vandenbergii Ehlers & Hase
- Tillandsia × wilinskii Gouda

## Usos i cultiu
Prefereixen la llum del sol indirecta o difusa a l'estiu (el ple sol de l'estiu danyarà les fulles); solament tolera el sol directe a l'hivern. Si la tenim a l'interior cal posar-la prop d'una finestra assolellada (evitem la localització Nord). A l'estiu prefereixen l'aire lliure.
Les plantes s'han de xopar a fons dues vegades per setmana quan encara no tenen flor, i més sovint amb un ambient càlid i sec, però no hem de mantenir les plantes constantment mullades, sinó que hem de permetre que s'eixuguin entre regs. Durant l'estiu és aconsellable ruixar-les amb aigua vaporitzada una vegada al dia. A part de ruixar-les diàriament, cal xopar-les un cop per setmana submergint-les en aigua aproximadament durant una hora. Després cal sacsejar la planta per eliminar-ne l'excés d'aigua que en causaria la putrefacció. Les plantes florides són més propenses a podrir-se i no les hem de xopar.
A la tardor i a l'hivern les vaporitzarem tres vegades per setmana.  Les Tillandsia no sobreviuen en aigua constant ni plantades a terra.
La temperatura permissible va de 32 °C a 10 °C. Són sensibles a les gelades, a excepció de l'espècie més robusta, T. usneoides, que pot tolerar gelades nocturnes al voltant de -10 °C.

## Protecció
Hi ha tres espècies que són al catàleg del CITES, el conveni sobre el comerç internacional d'espècies salvatges de fauna i flora amenaçades, Tillandsia harrisii, Tillandsia kammii i Tillandsia xerographica. Consten a l'apèndix II, que inclou espècies el control del comerç de les quals cal perquè no n'afecti la supervivència.